# Caesetius bevisi
Caesetius bevisi är en spindelart som först beskrevs av Hewitt 1916.  Caesetius bevisi ingår i släktet Caesetius och familjen Zodariidae. Inga underarter finns listade.